# Дјурдјош
Дјурдјош (слч. Ďurďoš) насељено је мјесто са административним статусом сеоске општине (слч. obec) у округу Вранов на Топлој, у Прешовском крају, Словачка Република.

## Становништво
| Година:    | 1994. | 2004. | 2014.    | 2024.   |
| ---------- | ----- | ----- | -------- | ------- |
| Број људи: | 188   | 235   | 267      | 285     |
| Разлика:   |       | +25 % | +13,61 % | +6,74 % |

| Година:    | 2023. | 2024.   |
| ---------- | ----- | ------- |
| Број људи: | 265   | 285     |
| Разлика:   |       | +7,54 % |

Према подацима о броју становника из 2024. године насеље је имало 285 становника.